# Antechinus stuartii
Antechinus stuartii é uma espécie de marsupial da família Dasyuridae.
- Nome Científico: Antechinus stuartii (Macleay, 1841)

## Características
A pelagem no dorso é marrom chocolate com as laterais de cor mais leve, os pés são marrom-claro. Mede cerca de 9–13 cm de comprimento e a cauda de 9–12 cm, pesa cerca de 18-60 gramas;
O Antechino-marrom foi o terceiro no seu gênero a ser descrito e, como tal, até recentemente, incluía espécies como o Antechinus agilis, Antechinus subtropicus e o Antechinus adustus. Também foi incluído com o próprio Antechinus stuartii como subespécie burrelli. Foi descrito pela primeira vez em 1841 pelo entomologista William Sharp Macleay, que nomeou a espécie em homenagem ao seu amigo e companheiro naturalisa James Stuart que havia descoberto o animal em Spring Cove em 1837.

## Hábitos alimentares
Sua dieta inclui besouros, aranhas, anfípodes e baratas, embora seja um alimentador oportunista.

## Características de reprodução
As fêmeas constroem grandes ninhos comunitários compartilhado com varias outras familias. O Macho morre após sua primeira época de acasalamento, as fêmeas não possuem bolsas; os filhotes devem juntar-se às tetas (da qual geralmente há oito).

## Habitat
É encontrado principalmente em habitats florestais úmidos;

## Distribuição Geográfica
Leste de Queensland e Nova Gales do Sul;

## Subespécies
- Subespécie: Antechinus stuartii burrelli? (Le Souef e Burrell, 1926)

Sinônimo do nome científico da subespécie: Antechinus burrelli;
Nota: Vários autores (Wakefield e Warneke 1967, Van Dyc 1997) sinonimizou burrelli e unicolor como Antechinus stuartii;
Local: Ebor, nordeste de Nova Gales do Sul;
- Subespécie: Antechinus stuartii flavipes? (Le Souef e Burrell, 1926)

Sinônimo do nome científico da subespécie: Phascogale flavipes;
Nota: Considerado sinônimo de Antechinus stuartii;
Local: Planalto do norte de Nova Gales do Sul;
- Subespécie: Antechinus stuartii stuartii (Macleay, 1841)

Local: Victória e sudeste de Nova Gales do Sul;
- Subespécie: Antechinus stuartii unicolor? (Gould, 1854)

Sinônimo do nome científico da subespécie: Antechinus unicolor;
Nota: Vários autores (Wakefield e Warneke 1967, Van Dyc 1997) sinonimizou burrelli e unicolor como Antechinus stuartii;
Sinônimo de Antechinus agilis para outros;
Local: Nova Gales do Sul;